# Girón (Málaga)

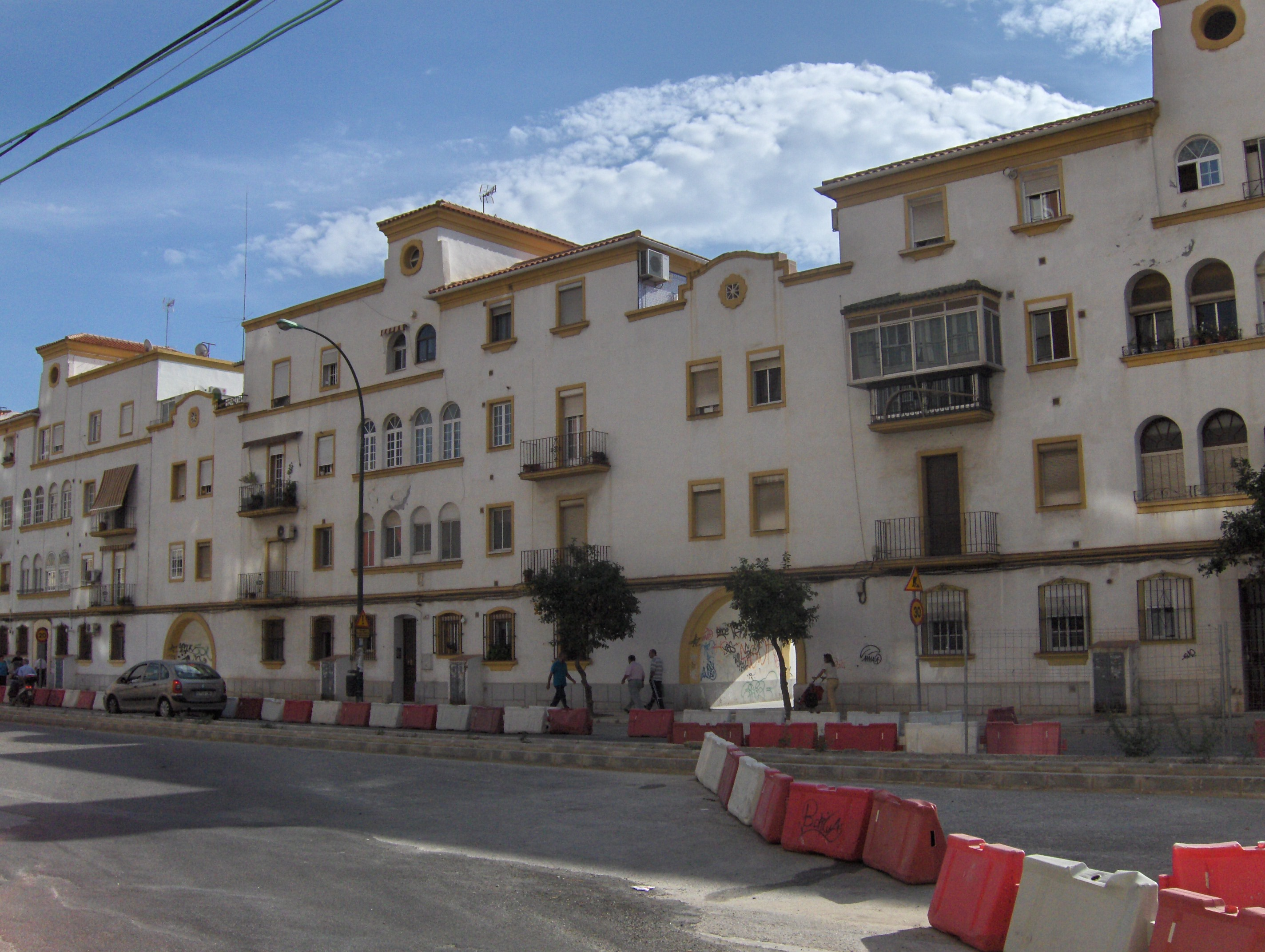
Edificios de Girón, en Avenida de Velázquez.

Girón es un barrio perteneciente al distrito Carretera de Cádiz de la ciudad de Málaga, España. Según la delimitación oficial del Ayuntamiento, limita al nordeste con el barrio de 25 Años de Paz; Tabacalera y Ave María, al sureste; al suroeste, con Las Delicias; y al noroeste, con los barrios de Haza Honda y San Carlos Condote.

## Urbanismo
Se trata de un barrio diseñado en conjunto en el estilo de la autarquía, terminado en 1955. Su nombre conmemora al apodado el león de Fuengirola, el ministro franquista José Antonio Girón de Velasco. De autor desconocido, constituye una de las mayores promociones de viviendas del régimen de Franco en la ciudad. Las edificaciones se disponenen en paralelo dentro de un rectángulo con pocos espacios libres y siguiendo una jerarquía de alturas de entre una y tres plantas, alcanzando cuatro en cada una de las esquinas. Las fachadas son de diseño sencillo con algunos óculos decorativos.

## Transporte
En autobús queda conectado mediante las siguientes líneas de la EMT: 
| Línea | Trayecto                                        | Recorrido | Frecuencia                             |
| ----- | ----------------------------------------------- | --------- | -------------------------------------- |
| 3     | Paseo del Parque - Puerta Blanca                | Recorrido | 8 minutos                              |
| 10    | Alameda Principal - Churriana                   | Recorrido | 25-30 minutos                          |
| 15    | La Virreina - Santa Paula                       | Recorrido | 11-12 minutos                          |
| 16    | Paseo del Parque - La Térmica                   | Recorrido | 12-13 minutos                          |
| 19    | Paseo del Parque - Aeropuerto                   | Recorrido | 30-35 minutos                          |
| 22    | Avda. Molière - Universidad                     | Recorrido | 10 minutos (16-18 en época no lectiva) |
| 27    | Avenida M. A. Heredia - Polígono I. Guadalhorce | Recorrido | 70-80 minutos                          |
| 31    | Alameda Principal - Mainake                     | Recorrido | 18-25 minutos                          |
| N1    | Puerta Blanca - El Palo                         | Recorrido | 25 minutos                             |